# Dark Water (film, 2002)
Pour les articles homonymes, voir Dark Water.
Pour plus de détails, voir Fiche technique et Distribution.
Dark Water (仄暗い水の底から, Honogurai mizu no soko kara) est un film d'horreur japonais réalisé par Hideo Nakata, sorti en 2002.

## Synopsis
Yoshimi Matsubara est en pleine procédure de divorce, elle vit avec sa petite fille de 6 ans, Ikuko, en se battant chaque jour : pour retrouver un travail, obtenir un logement décent et conserver la garde de son enfant. Parfois au bord de la crise de nerfs et luttant contre les coups bas de son mari, Yoshimi trouve en Ikuko la force de s'en sortir. Elle pense voir enfin le bout du tunnel lorsqu’elle trouve un nouveau travail et un nouvel appartement. Pourtant, elle va bien vite déchanter, car d'étranges phénomènes ne vont pas tarder à se manifester dans l’immeuble sinistre : taches d’humidité au plafond, eau du robinet trouble… et une mystérieuse présence, pareille à une ombre, comme une petite fille… au visage insondable.

## Fiche technique
- Titre original : 仄暗い水の底から (Honogurai mizu no soko kara?)
- Titre français : Dark Water
- Réalisation : Hideo Nakata, d'après l’œuvre homonyme de Kōji Suzuki
- Scénario : Yoshihiro Nakamura, Ken'ichi Suzuki et Hideo Nakata, Takashige Ichise (non crédité)
- Musique : Kenji Kawai et Shikao Suga
- Décors : Katsumi Nakazawa
- Photographie : Jun'ichirō Hayashi
- Son : Kiyoshi Kakizawa, Cesar Inserny
- Montage : Nobuyuki Takahashi
- Production : Takashige Ichise et Kyle Jones

Production déléguée : John Ledford et Mark Williams
- Sociétés de production[1] : Nikkatsu, Nippon Television Network, Oz Company, Kadokawa Shoten Publishing Co., Office Augusta Co. Ltd. et Video Audio Project
- Société de distribution : Toho Company Ltd. (Japon) ; Diaphana Films (France)
- Budget : 4 millions de dollars [réf. souhaitée]
- Pays d'origine :  Japon
- Langue originale : japonais
- Format[2] : couleur - 35 mm - 1,85:1 (Panavision) - son DTS | Dolby Digital
- Genres : fantastique, film d'horreur, drame
- Durée : 101 minutes
- Dates de sortie[3] :
  - Japon : 19 janvier 2002
  - Belgique : 21 mars 2002 (Festival international du film fantastique de Bruxelles) ; 23 avril 2003 (sortie nationale)
  - France : janvier 2003 (Festival international du film fantastique de Gérardmer) ; 26 février 2003 (sortie nationale)
- Classification[4] :
  - Japon : Sous la responsabilité des parents (PG-12)[Note 1].
  - France : Interdit aux moins de 12 ans (visa d'exploitation no 106799 délivré le 8 avril 2003)[5],[6].

## Distribution
- Hitomi Kuroki : Yoshimi Matsubara
- Rio Kanno : Ikuko Matsubara à 6 ans
- Asami Mizukawa : Ikuko Matsubara à 16 ans
- Mirei Oguchi : Mitsuko Kawai
- Fumiyo Kohinata : Kunio Hamada
- Yu Tokui : Ohta
- Isao Yatsu : Kamiya
- Shigemitsu Ogi : Kishida, l'avocat de Yoshimi
- Tarō Suwa : patron de Yoshimi Matsubara

## Distinctions
Entre 2002 et 2004, Dark Water a été sélectionné 10 fois dans diverses catégories et a remporté 6 récompenses,.

### Récompenses
- Festival international du film de Catalogne 2002 : Mention spéciale décerné à Hideo Nakata.
- Festival international du film fantastique de Bruxelles 2002 : Corbeau d'argent décerné à Hideo Nakata.
- Festival international du film fantastique de Puchon 2002 : Prix du jury décerné à Hideo Nakata.
- Festival international du film fantastique de Gérardmer 2003[7],[8] :
  - Grand prix du festival décerné à Hideo Nakata,
  - Prix de la critique internationale décerné à Hideo Nakata,
  - Prix du jury jeunes décerné à Hideo Nakata.

### Nominations
- Festival international du film de Catalogne 2002 : Meilleur film pour Hideo Nakata.
- Festival international du film fantastique de Gérardmer 2003[7],[8] :
  - Nommé au Prix du Jury pour Hideo Nakata,
  - Nommé au Prix Première pour Hideo Nakata.
- Association turque des critiques de cinéma (Turkish Film Critics Association (SIYAD) Awards) 2004 : Meilleur film étranger (11e place).

## Autour du film
- Dark Water est basé sur le recueil de nouvelles éponyme de Kōji Suzuki, l'auteur du roman Ring qui servira de base au film phénomène homonyme déjà réalisé par Hideo Nakata. Plus précisément, Dark Water est l'adaptation de la nouvelle L'Eau flottante contenue dans le recueil.
- Un remake américain, réalisé par Walter Salles, avec Jennifer Connelly, est sorti en 2005 : voir Dark Water.
- L'affaire Elisa Lam est fortement médiatisée en 2013 à la suite de la diffusion au grand public d'une vidéo de surveillance où l'on peut voir la jeune étudiante dans un ascenseur se comportant de façon étrange, quelques heures avant son décès. Plusieurs semaines plus tard, elle sera finalement retrouvée dans un des réservoirs à eau sur le toit de l'hôtel où elle séjournait avant sa disparition, les clients s'étant plaint de la qualité de l'eau. Les conditions de cette découverte macabre ainsi que le thème de l'ascenseur rappellent le scénario du film, sorti onze ans plus tôt (et celui de son remake américain en 2005). Le mystère des derniers instants d'Elisa Lam a généré beaucoup de théories dans l'opinion publique, certaines incluant des hypothèses paranormales, parfois alimentées par les similitudes relevées avec les films[9],[10],[11].